# 阿梅勒
阿梅勒（法語：Hamel，法語發音：[amɛl]）是法国上法兰西大区北部省的一个市镇，位于该省中部偏南，属于杜埃区。

## 地理
阿梅勒（50°16'48"N, 3°4'26"E）面积3.59 平方千米，位于法国上法蘭西大區北部省，该省份为法国最北部的省份及最长的省份，西北濒北海，西接加来海峡省，南至埃纳省和索姆省，东与比利时接壤。
与阿梅勒接壤的市镇（或旧市镇、城区）包括：埃斯特雷、托尔特凯讷、阿尔勒、莱克吕斯、埃库尔圣康坦。

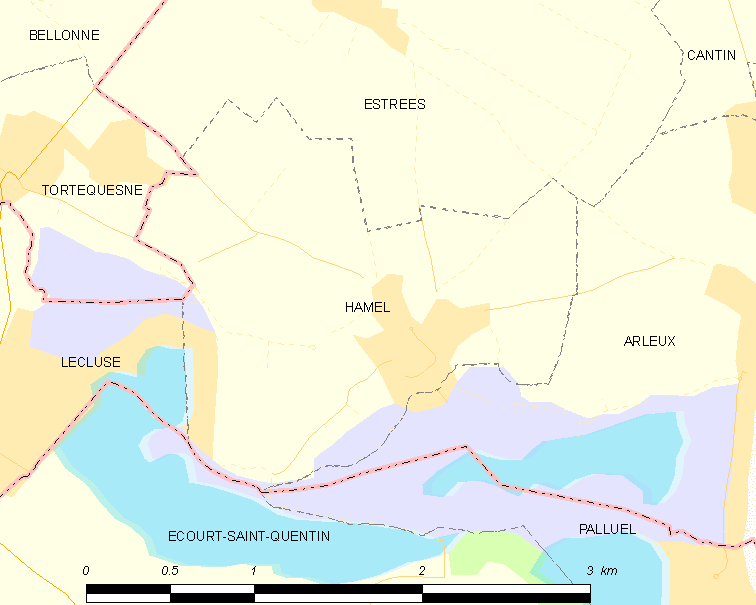
阿梅勒的OSM定位图

阿梅勒的时区为UTC+01:00、UTC+02:00（夏令时）。

## 行政
阿梅勒的邮政编码为59151，INSEE市镇编码为59280。

## 政治
阿梅勒所属的省级选区为阿尼什县。

## 人口

1962-2008年间阿梅勒人口变化图示

阿梅勒于2022年1月1日时的人口数量为786人。